# East Sussex
East Sussex – hrabstwo administracyjne (niemetropolitalne) i ceremonialne w południowo-wschodniej Anglii, w regionie South East England, położone nad kanałem La Manche, we wschodniej części historycznego hrabstwa Sussex.
Hrabstwo administracyjne zajmuje powierzchnię 1709 km², a zamieszkane jest przez 526 700 osób (2011). Hrabstwo ceremonialne, obejmujące dodatkowo jednostkę administracyjną unitary authority Brighton and Hove, zajmuje obszar 1792 km² i liczy 800 100 mieszkańców (2011). Największym miastem hrabstwa ceremonialnego jest Brighton, tworzące zwarty zespół miejski z sąsiednim Hove. Na terenie hrabstwa administracyjnego największym miastem jest Eastbourne. Siedziba władz hrabstwa mieści się w Lewes. Innymi większymi miastami na terenie East Sussex są Hastings oraz Bexhill-on-Sea.
Turystyka odgrywa znaczącą rolę w gospodarce, szczególnie w południowej, nadmorskiej części hrabstwa. 
Przez hrabstwo przebiega pasmo wzgórz South Downs.
Na zachodzie East Sussex graniczy z hrabstwem West Sussex, na północnym zachodzie z Surrey a na północy i wschodzie z hrabstwem Kent.

## Podział administracyjny
W skład hrabstwa wchodzi pięć dystryktów. Jako hrabstwo ceremonialne East Sussex obejmuje dodatkowo jedną jednostkę typu unitary authority.
1. Brighton and Hove (unitary authority)
2. Lewes
3. Wealden
4. Eastbourne
5. Rother
6. Hastings